# El Avisador Malagueño (1843-1893)
El Avisador Malagueño fue un periódico español publicado en la ciudad de Málaga entre 1843 y 1893. Ha sido considerado como el más importante periódico que existió en Málaga durante el siglo XIX.

## Historia
El periódico fue fundado en 1843 por José Martínez de Aguilar, que sería su propietario hasta 1870. Posteriormente pasaría a ser controlado por Ambrosio Rubio y más adelante por Alfonso Cano. El primer número salió el 7 de mayo de 1843. Mantuvo el subtítulo Periódico de literatura, industria, comercio e intereses materiales. Su aparición coincidió con la clausura de muchos diarios malacitanos de la época; esto lo dejó como el único diario de la capital malagueña entre 1845 y 1849.
El Avisador Malagueño se consolidó como el más importante de los periódicos que existieron en Málaga durante el siglo XIX. Siguió publicándose hasta su desaparición a finales del siglo XIX. Su último número es del 30 de julio de 1893. Durante su existencia mantuvo una línea editorial cercana al liberalismo, siendo el periódico de la de la burguesía industrial y comercial de Málaga. Posteriormente adoptaría posiciones más conservadoras. El Avisador Malagueño fue pionero en cuanto a la introducción de publicidad: en la década de 1840 —poco después de su fundación— ya disponía de una sección de anuncios en la primera página, siguiendo el modelo del diario londinense The Times.